# Enzo Marcacci
Enzo Marcacci (Firenze, 1º ottobre 1919 – Firenze, 24 dicembre 2016) è stato un paroliere italiano, noto soprattutto per essere stato l'autore a 12 anni del testo originale del brano Canzone viola, diventato l'inno ufficiale della squadra di calcio della Fiorentina.

## Biografia
Frequenta da bambino la scuola elementare Bernardo Rucellai nel quartiere di Porta al Prato.
Fin da bambino mostra una vena poetica, componendo sonetti e parodie musicali. Nel 1931 prende così corpo il testo della celebre Canzone viola (“Garrisca al vento il labaro viola”), abbinato alla musica di Marco Vinicio. Sarà cantato la prima volta il 22 novembre 1931 allo stadio Berta (oggi Franchi) dai tifosi in occasione della partita Fiorentina-Roma vinta dai viola per 3 a 1.
Il brano, nella sua lunga storia, sarà inciso e interpretato da numerosi cantanti, ma diventerà particolarmente famoso grazie alla voce di Narciso Parigi e cantato da intere generazioni di tifosi viola.
Entrato poco più che quindicenne nella ditta di articoli musicali e di edizioni Maurri di via del Corso a Firenze, vi passerà più di mezzo secolo. In questo ambiente si consolidano le sue capacità poetiche, e vengono pubblicati numerosi testi abbinati a pezzi celebri di musica leggera e sacra; fra questi si ricordano i versi in italiano di Ave Maria di Schubert, Firenze in fiore  di Renato Malavolti, Santo Natal (Stille Nacht), celebre pastorale natalizia di F. Gruber. Inoltre: Ninna nanna di Brahms, La Paloma di Yradier, Sogno d'amore di F.Liszt, Tristezze di F.Chopin, Vieni o Signor (Largo di Handel).
Muore nel dicembre 2016 a 97 anni.